# Station Goebelsmühle
Station Goebelsmühle (Luxemburgs: Gare Giewelsmillen) is een spoorwegstation in de plaats Goebelsmühle in de Luxemburgse gemeente Bourscheid.
Het station ligt aan lijn 1, Luxemburg - Troisvierges. Het wordt beheerd door de Luxemburgse vervoerder CFL.

## Treindienst
| Serie   | Treinsoort             | Route                                                                      | Bijzonderheden                                        |
| ------- | ---------------------- | -------------------------------------------------------------------------- | ----------------------------------------------------- |
| IC 33   | Intercity (NMBS / CFL) | Liers – Luik-Guillemins – Gouvy – Goebelsmühle – Luxemburg                 | Rijdt in het weekend 1×/2u. tussen Liers - Luxemburg. |
| RE 3700 | Regional-Express (CFL) | Luxemburg – Mersch – Ettelbruck – Goebelsmühle – Kautenbach – Troisvierges | Halfuursdienst met RE 3800.                           |
| RE 3800 | Regional-Express (CFL) | Luxemburg – Mersch – Ettelbruck – Goebelsmühle – Kautenbach – Troisvierges | Halfuursdienst met RE 3700.                           |

CFL Lijn 1:
Luxemburg · Pfaffenthal-Kirchberg · Dommeldange · Walferdange · Heisdorf · Lorentzweiler · Lintgen · Mersch · Cruchten · Colmar-Berg · Schieren · Ettelbruck · Michelau · Goebelsmühle · Kautenbach · Wilwerwiltz · Drauffelt · Clervaux · Maulusmühle · Troisvierges · Bellain

CFL Lijn 1a: Ettelbruck · Diekirch

CFL Lijn 1b: Kautenbach · Merkholtz · Paradiso · Wiltz · Winseler · Schleif · Schimpach-Wampach
Zie ook: CFL Lijn 2 · CFL Lijn 3 · CFL Lijn 4 · CFL Lijn 5 · CFL Lijn 6 · CFL Lijn 6a · CFL Lijn 6b · CFL Lijn 6c · CFL Lijn 7